# دانشگاه آزاد اسلامی واحد بابل
واحد بابل، یکی از واحدهای دانشگاه آزاد اسلامی در استان مازندران است که سال ۱۳۶۵ در این شهر شروع بکار کرد. این واحد در ابتدا تأسیس سه رشته پزشکی، مامایی و پرستاری در مقطع کارشناسی و ۱۷۰ دانشجو با ریاست سید علی طبری پور وارد آموزش عالی کشور شد.

## دانشگاه
دانشگاه آزاد اسلامی واحد بابل در خرداد ۱۳۶۵ با سه رشته پزشکی، مامایی و پرستاری در مقطع کارشناسی و ۱۷۰ دانشجو با ریاست سید علی طبری پور تأسیس شد. واحد بابل در مقاطع تحصیلات تکمیلی و دکترا نیز فعال است. سایت بزرگ واحد بابل با امکانات کامل آموزشی، آزمایشگاهی و تحقیقاتی همچون لابراتوار زبان در کیلومتر ۳ اتوبان بابل – قائم شهر دایر است. دانشگاه همچنین به چاپ فصلنامه تخصصی فقه و مبانی حقوق اسلامی مبادرت می‌ورزد.

## بخش تحقیقات
واحد بابل، یکی از مراکز تحقیقاتی در زمینه شیلات، آبزیان و گیاهان در ایران بوده و واحد تحقیقاتی آن شامل استخرهایی برای پرورش و تکثیر انواع ماهی، گلخانهٔ رایانه‌ای مجهز به سیستم‌های کشت هیدروپونیک برای تحقیقات در زمینه فیزیولوژی گیاهی و نیز آزمایشگاهی برای کشت بافت و سلول‌های بنیادی گیاهان است. در این دانشگاه هرباریوم و ژن‌بانک برگ سوزنی نیز احداث شده‌است.